# 小行星9957
小行星9957（英語：9957 Raffaellosanti）是一颗围绕太阳公转的小行星。1991年10月6日，天文学家佛蒙特·伯根在陶腾堡发现了此天体。
这颗小行星的绝对星等为106.46077等。